# باغ ساکورا در شمال
باغ ساکورا در شمال (انگلیسی: Sakura Guardian in the North) یک فیلم در ژانر درام به کارگردانی یوجیرو تاکیتا است که در سال ۲۰۱۸ منتشر شد. این فیلم با عنوان «مهتاب بر شکوفه‌های گیلاس» از شبکه نمایش ایران پخش شد.